# 15921 Kintaikyo
15921 Kintaikyo è un asteroide della fascia principale. Scoperto nel 1997, presenta un'orbita caratterizzata da un semiasse maggiore pari a 2,3158208 UA e da un'eccentricità di 0,1189344, inclinata di 6,39394° rispetto all'eclittica.